# 斑头海番鸭
斑头海番鸭（学名：Melanitta perspicillata），是雁形目鸭科的一种鸟类。

## 特征
斑头海番鸭体重约1096.33克，翼长约226.3毫米，嘴峰长约58.8毫米，喙宽度约21.6毫米，喙厚度约15.9毫米，跗蹠长约38毫米，尾长约72.8毫米。斑头海番鸭是候鸟，其栖息在开放的湖泊、沼泽等湿地环境中，食性为肉食性，主要食物来源是水生动物。

## 分布
北美洲北部；越冬于下加利福尼亞州和美国南部。